# Młode serca
Młode serca (ang. The Young in Heart) – amerykańska komedia z 1938 w reżyserii Richarda Wallace’a.

## Nagrody i nominacje
| Nazwa nagrody | Wygrane            | Nominacje                                                                                                  |
| ------------- | ------------------ | --- |
| Oscar         | 1939 bez rezultatu | 1939 Najlepsza muzyka Franz Waxman Najlepsza muzyka oryginalna Franz Waxman Najlepsze zdjęcia Leon Shamroy |